# Intercités
Intercités (voor september 2009: Corail Intercités) is de merknaam voor de reizigerstreinen die spoorwegmaatschappij SNCF rijdt in opdracht van de Franse centrale overheid. Het gaat slechts om enkele treinverbindingen, over middellange afstand, die gebieden verbinden waar geen hogesnelheidslijn loopt.

## Geschiedenis
De merknaam werd gecreëerd om bepaalde routes nieuw leven in te blazen die voorheen werden bediend door de Grandes Lignes en vervolgens de trains inter-régionaux. Door de instroom van nieuwe treinen ter vervanging van de Corail-rijtuigen werd de naam Corail Intercités eind september 2009 gewijzigd naar Intercités.
Op 2 januari 2012 werd de opzet gewijzigd: alle klassieke langeafstandstreinen in Frankrijk dragen de naam Intercités, onafhankelijk van of de trein een dag- of nachttrein is en of de trein door de rijksoverheid of door de regio's gesubsidieerd is.

## Beschrijving
De diensten worden gesubsidieerd door de Franse regio's en de rijksoverheid en vallen bij de SNCF onder de afdeling Proximités (regio's). Afhankelijk van of de verantwoordelijkheid over een treindienst bij de rijksoverheid of bij de regio's ligt worden de rijtuigen door de SNCF zelf of de regio's gerenoveerd.

## Lijnen

### Vanaf Parijs (axiaal)
- Paris - Limoges - Toulouse (oorspronkelijk tot Cerbère)
- Paris - Clermont-Ferrand

### Transversaal (niet via Parijs)
- Marseille - Toulouse - Bordeaux (oorspronkelijk vanaf Nice)
- Nantes - Bordeaux (ingekort van Quimper - Nantes - Bordeaux - Toulouse)
- Toulouse - Hendaye
- Nantes - Tours - Lyon
- Clermont-Ferrand - Béziers
- Nancy - Dijon - Lyon (afgeschaft in 2011, hersteld in december 2024)

### Intercités de nuit
Dit zijn nachttreinen.
- Paris - Nice
- Paris - regio Savoie (Alpen)
- Paris - Briançon
- Paris - Latour de Carol / Luchon / Cerbère
- Paris - Toulouse/Rodez/Carmaux/Albi
- Paris - Hendaye (Irun) - Tarbes

#### Afgeschafte nachttreinen
- Luxembourg/Strasbourg - Nice/Cerbère

- Hendaye (Irun) - Bordeaux - Nice
- Hendaye - Genève

### Overgenomen onder een andere naam
Door TER-treinen van de regio Occitanie sinds januari 2018:
- Clermont-Ferrand - Nîmes - Marseille

Door TER-treinen van de regio Grand Est sinds januari 2018:
- Paris - Troyes - Mulhouse

Door TER-treinen van de regio Centre-Val de Loire sinds januari 2018 (2019):
- Paris - Orléans - Tours
- Paris - Bourges - Montluçon

- Paris - Montargis - Nevers

Door TER-treinen van de regio Hauts-de-France sinds januari 2019:
- Paris-Nord - Amiens - Boulogne
- Paris-Nord - Saint-Quentin - Maubeuge/Cambrai

Door Nomad Train van Normandië (regio) sinds januari 2020:
- Paris-Saint-Lazare - Rouen - Le Havre
- Paris-Saint-Lazare - Caen - Cherbourg/Trouville-Deauville
- Paris-Saint-Lazare - Evreux - Serquigny
- Paris-Montparnasse - Granville
- Caen - Le Mans - Tours

### Afgeschaft
- Hirson - Metz
- Reims - Dijon
- Bordeaux - Lyon